# Уруна
Уруна — река в России, протекает по Солтонскому и Ельцовскому районам Алтайского края. Устье реки находится в 102 км по правому берегу реки Неня. Длина реки составляет 47 км, площадь водосборного бассейна 246 км².
В 18 км от устья, по правому берегу реки впадает река Болотная

## Данные водного реестра
По данным государственного водного реестра России относится к Верхнеобскому бассейновому округу, водохозяйственный участок реки — Бия, речной подбассейн реки — Бия и Катунь. Речной бассейн реки — (Верхняя) Обь до впадения Иртыша.